# Przyszów
Przyszów (en polaco: ˈpʂɨʂuf) es un pueblo en el distrito administrativo de Gmina Bojanow, perteneciente al powiat de Stalowa Wola, en el Voivodato de Subcarpacia, al suroeste de Polonia. Está situado aproximadamente a unos 10 kilómetros al norte de Bojanow, 12 kilómetros al sur de Stalowa Wola y 50 kilómetros al norte de la capital regional, Rzeszów.